# Damenwahl (1953)
Damenwahl ist eine deutsche Filmkomödie von E. W. Emo aus dem Jahr 1953.

## Handlung
Mathilde Kratzer ist Inhaberin des Amüsierlokals Bei Mathilde. Auch ihr Mitbewohner Max ist finanziell am Lokal beteiligt, allerdings nur als stiller Teilhaber, weswegen er wahlweise als Mathildes Diener oder als Lokaltürsteher auftritt. Gerne würde er aus dem Lokal das Bei Max und Mathilde machen, doch will Mathilde ihm lieber sein investiertes Geld zurückgeben. Weil sie das jedoch nicht kann, ist Max in finanziellen Schwierigkeiten und wird hartnäckig von der Steuerfahndung gesucht.
Eines Tages erhält Mathilde ein Telegramm ihrer Tochter aus Amerika. Marion ist inzwischen 19 Jahre alt und kündigt der Mutter an, dass sie sie besuchen komme. Mathilde ist verzweifelt, glaubt ihre Tochter doch, dass sie Inhaberin eines Hotels ist. Das Bei Mathilde ist jedoch nur ein Tanzlokal, in dem die Damen das Sagen haben und sich die Männer per Damenwahl aussuchen. Max erfährt von Mathilde, dass Marion die Tochter des Kellners Herbert Blank ist. Der hatte sie einst verlassen und weiß nicht, dass er eine Tochter hat. Mathilde will dies auch nicht ändern, zumal sie Herbert seit 20 Jahren nicht mehr gesehen hat. Herbert wiederum lässt per Detektiv nach Mathilde suchen, trifft sie jedoch zufällig in ihrem Lokal. Obwohl er wohlhabend ist, gibt er sich als mittellos aus, als Mathilde ihn rauswerfen will. Sie hat Mitleid und stellt ihn als Kellner ein. Über mehrere Ecken erfährt Herbert von seiner Tochter und auch, dass sie am nächsten Tag am Flughafen ankommt. Daran ist nicht nur er, sondern auch der verarmte Baron Egon von Latten interessiert. Er plant, sich durch eine Heirat mit Mathilde oder Marion finanziell zu sanieren.
Marion erscheint und entpuppt sich als junge Schönheit, in die Max sich verliebt. Er reagiert umso mürrischer, als Baron von Latten unangemeldet erscheint und Marion den Hof macht. Mathilde und er schicken von Latten 18 Uhr fort, der sich mit Marion zu einem Kinobesuch verabredet. Vor Marion behaupten beide, aufgrund einer Kur bereits 18 Uhr schlafen zu gehen. Zwar ist Marion verwundert, geht jedoch ebenfalls zeitig zu Bett. Mathilde und Max eilen abends ins Lokal. Max sagt von Latten mit verstellter Stimme den Kinobesuch ab und verabredet sich als Marion mit von Latten in einem kleinen Restaurant. Anschließend gibt er sich telefonisch vor Marion als von Latten aus und verabredet sich mit ihr in einer Bar. Während von Latten vergeblich auf Marion wartet, gesellt sich Max als Franzose Henri de Pernot verkleidet an Marions Nebentisch. Beide beginnen ein Gespräch und am Ende begleitet er Marion bis zum Haus von Mathilde. Die unternimmt am nächsten Tag mit ihren Lokalgästen eine traditionelle Bootstour, wobei Max als Aufpasser von Marion zu Hause bleiben soll. Er erscheint erneut als Henri de Pernot und fährt mit Marions ins Grüne. Hier werden beide von Mathilde überrascht, die mit ihren Gästen prompt an der gleichen Stelle unterwegs ist. Sie erkennt Max und der flieht mit Marion per Auto heim. Es stellt sich heraus, dass Marion ihn längst erkannt hatte. Beide gestehen sich ihre Liebe.
Mathilde ist empört, dass Max ihr Vertrauen missbraucht hat. Eine Erklärung hört sie sich erst gar nicht an, sondern wirft Max raus. Der wendet sich hilfesuchend an Herbert und bittet ihn, als Vater seine Einwilligung in eine Heirat von ihm und Marion zu geben. Zwar habe er kein Geld, aber nur, weil er hohe Schulden hat, an denen nicht zuletzt Mathilde schuld ist. Heimlich begleicht Herbert die Schulden. Er kauft ebenso heimlich das Für Mathilde, hat sich Mathilde doch entschieden, das Lokal nicht weiterzuführen. Mathilde wiederum ist erstaunt und empört, ihren Kellner plötzlich in edlem Zwirn an der Bar des Lokals zu finden. Erst jetzt erfährt sie, dass der Käufer ihrer Bar Herbert ist. Er hat das Lokal zudem an Marion und Max verschenkt, der nun endlich auch seinen Namen im Lokaltitel haben kann. Mathilde ist plötzlich nur noch Gast im Lokal. Als Herbert sie zum Tanzen auffordert, kontert sie: Da Damenwahl ist, fordert sie ihn auf.

## Produktion
Damenwahl wurde während der Filmfestspiele in Berlin gedreht. Als Atelier diente das Studio der CCC-Film in Berlin-Spandau, die Außenaufnahmen entstanden in Berlin-Wannsee. Die Filmbauten schufen Rolf Zehetbauer und Albrecht Hennings. Als Produktionsleiter fungierten Hermann Schwerin und Werner Ludwig. Der Film erlebte am 21. August 1953 in Stuttgart seine Premiere und war am 16. November 1964 auf DFF 1 auch im Fernsehen der DDR zu sehen.

## Kritik
Für den Spiegel war Damenwahl „vorsätzlicher, doch wenigstens nicht dilettantischer Klamauk“. „Mageres Lustspiel; deutsche Standardkomiker tummeln sich im Niemandsland der Posse“, urteilte hingegen der film-dienst. Cinema nannte den Film eine „dünne Posse“, in der Grethe Weiser „ihr komisches Talent [verschleudert]“.